# Alfons Leestmans
Alfons Cornelis Jozef Leestmans (Baarle-Hertog, 10 december 1913 – Tilburg, 14 maart 1981) was een Belgisch politicus. Hij was burgemeester van Baarle-Hertog.

## Levensloop
Vanaf 1941 maakte Leestmans deel uit van het gemeentebestuur van Baarle-Hertog, aanvankelijk als oorlogsschepen. Na de oorlog werd hij schepen in het college van burgemeester Jules Loots. Een functie die hij vervulde tot  1974 toen hij Loots opvolgde als burgemeester.
Hij stond bekend als een voorstander van de nauwe samenwerking met buurgemeente Baarle-Nassau. Zo was hij de drijvende kracht achter een maandelijks overlegmoment tussen de beide gemeentebesturen. Belangrijke realisaties tijdens zijn burgemeesterschap waren de oprichting van het Cultureel Centrum, de internationale bibliotheek en de intergemeentelijke muziekschool.
Hij overleed ten gevolge van een verkeersongeval.